# Hotel „Decebal” din Băile Herculane
Hotel „Decebal” din Băile Herculane este un monument istoric aflat pe teritoriul orașului Băile Herculane.

## Descriere
Clădirea construită cu demisol, parter și două etaje, poartă amprenta unui stil baroc ardelenesc, cu multe elemente decorative și cu o intrare evidențiată de scări maiestuoase, încadrate de coloane. Tronsonul central al intrării este decorat pe fațadă, la etajul I, cu statuile lui Esculap și Hygeea, iar la etajul II, două plăci cu două basoreliefuri ce au inscripționate anii 1860, când s-a început construcția clădirii și 1862, când s-a inaugurat, precum și inițialele împăratului „F.J.” (Franz Joseph).
Hotelul Franz Iosif a găzduit, la 28 aprilie 1887, pe regele României, Carol I, împreună cu regina Elisabeta (Carmen Sylva), eveniment ce a fost marcat printr-o placă de marmură amplasată pe fațadă.

## Fantoma de la Hotelul Decebal
O legendă locală spune, că sub hotelul Decebal ar fi îngropată o comoară de pe vremea romanilor. Au sosit căutători de comori din toată lumea, care, cu ajutorul aparatelor detectoare de metal, au putut dovedi faptul, că sub hotel este o cantitate mare de aur. Când au început să sape, a apărut însă silueta unei fete îmbrăcate în alb, care i-a gonit din clădire. 
Această siluetă a apărut de mai multe ori, de fiecare dată sub aceeași formă. Se zice că este vorba despre o apărătoare a comorii, alții însă presupun că este vorba despre un preot dac.

## Imagini

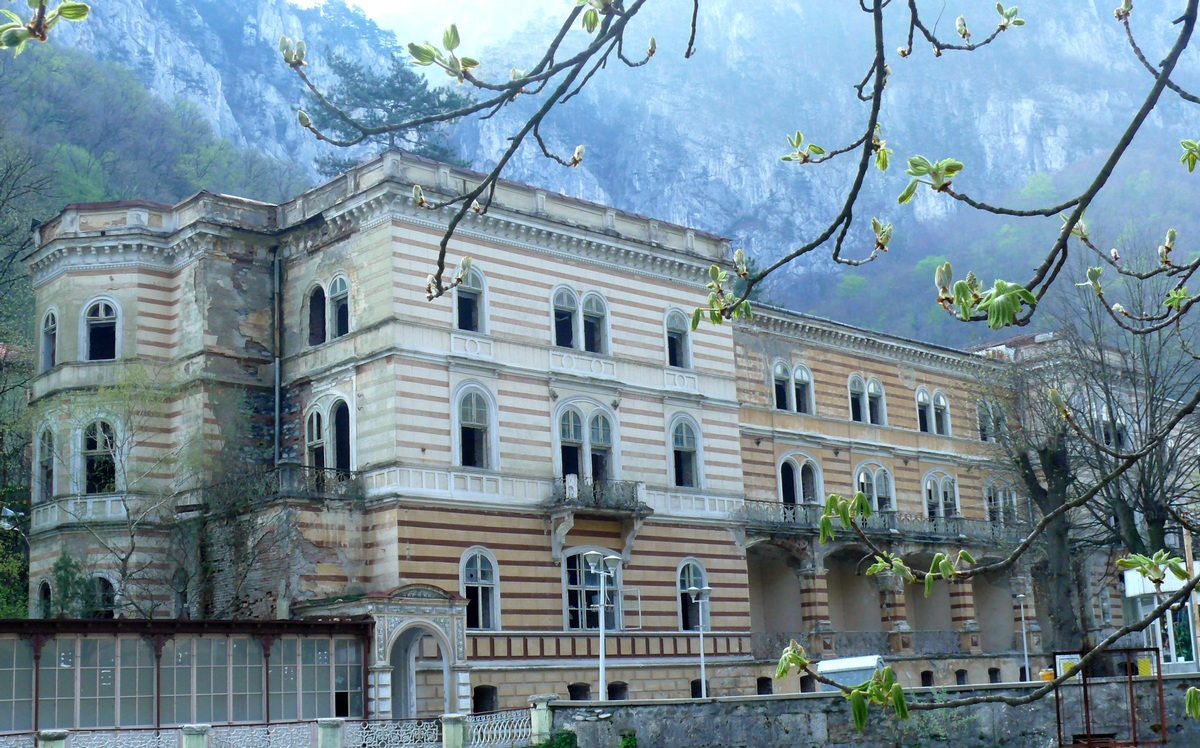
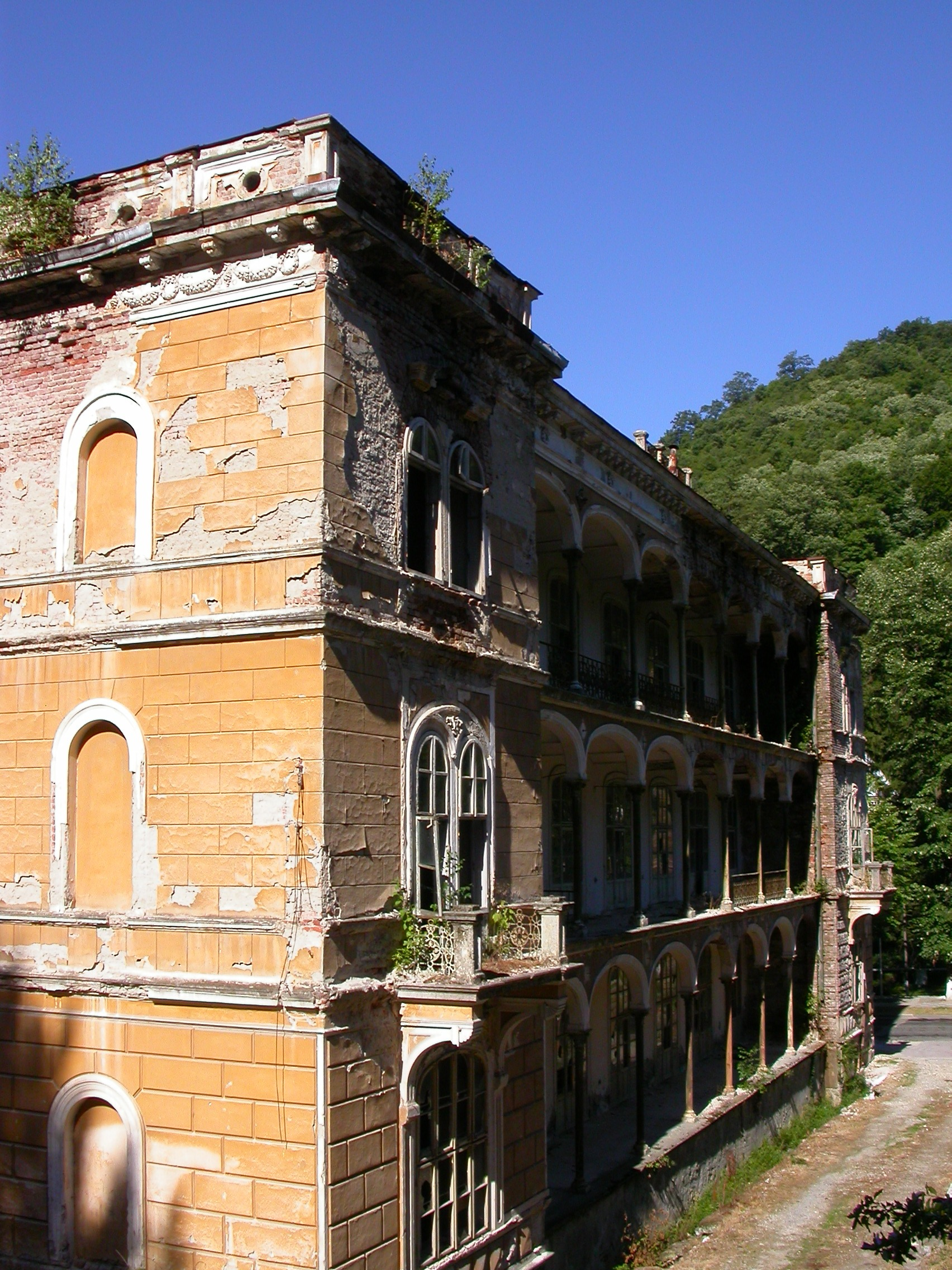
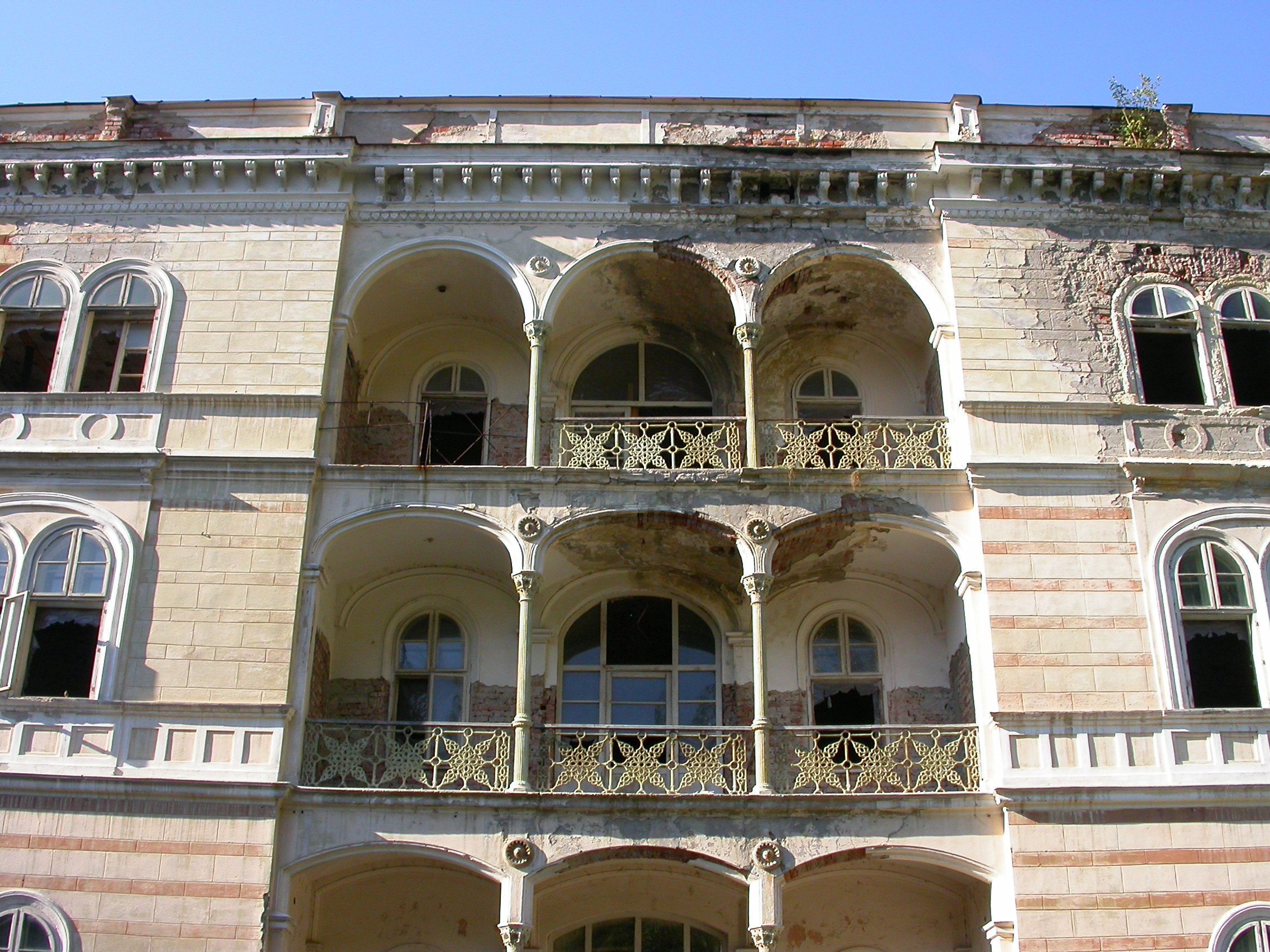
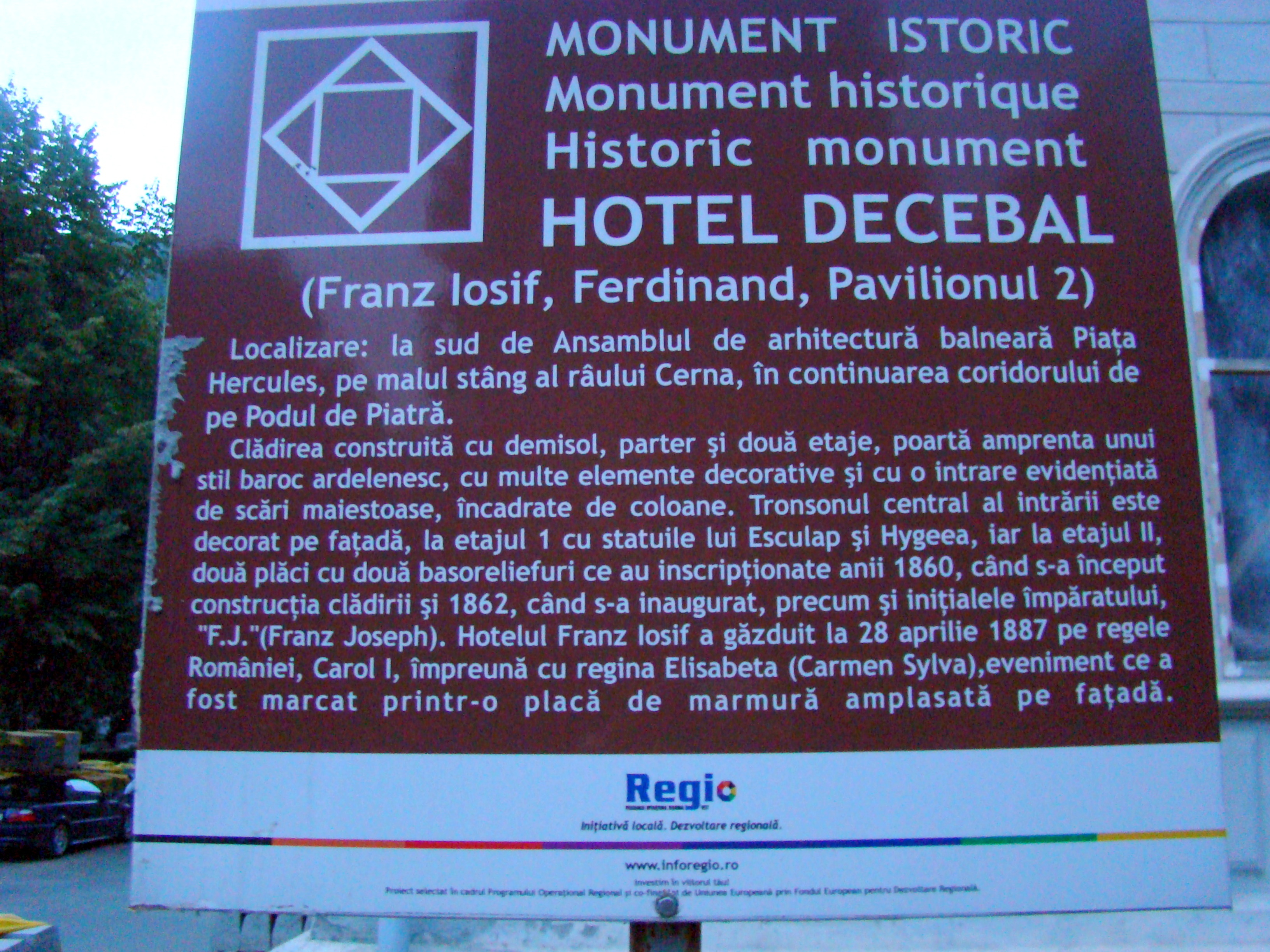
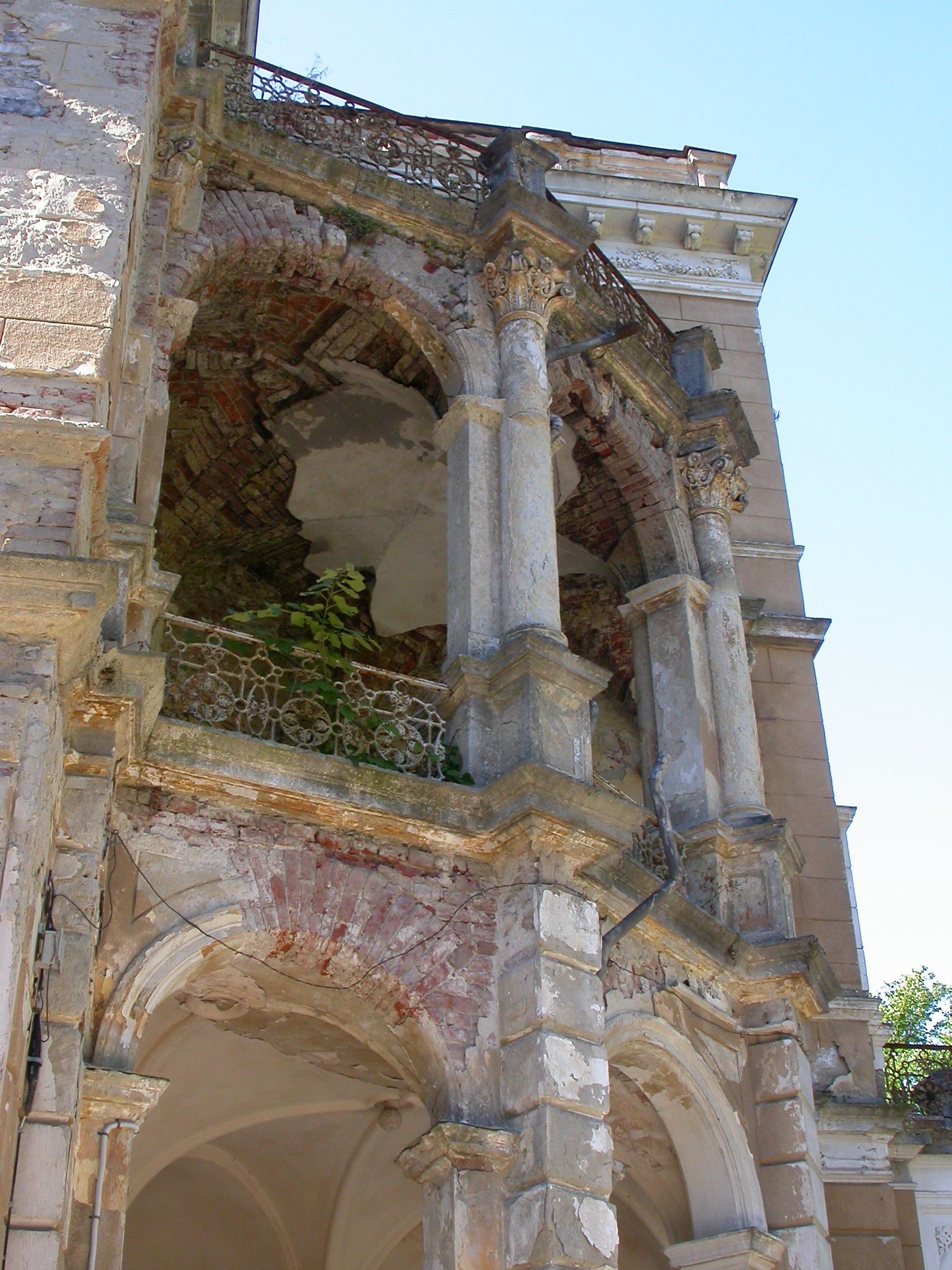
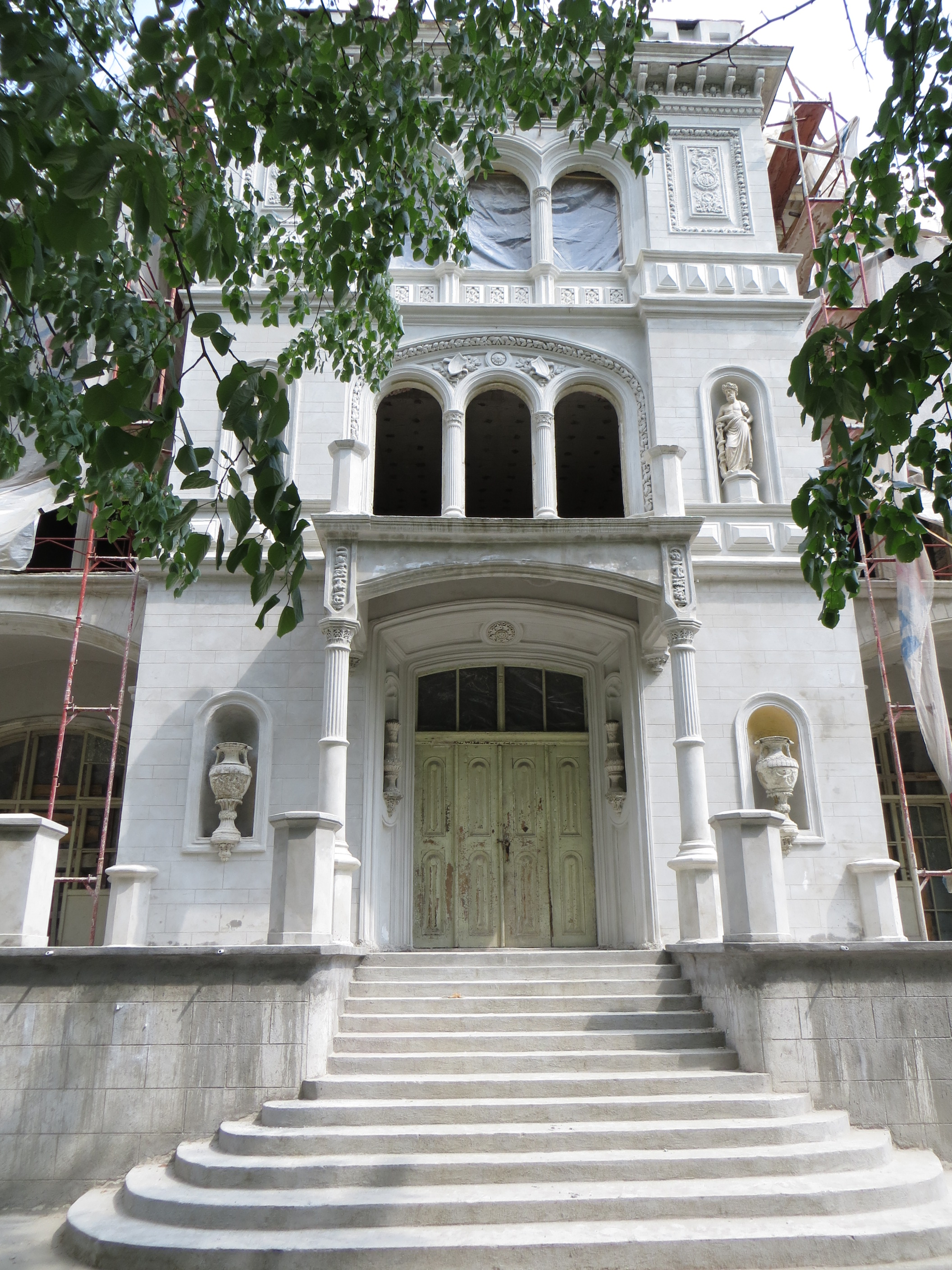
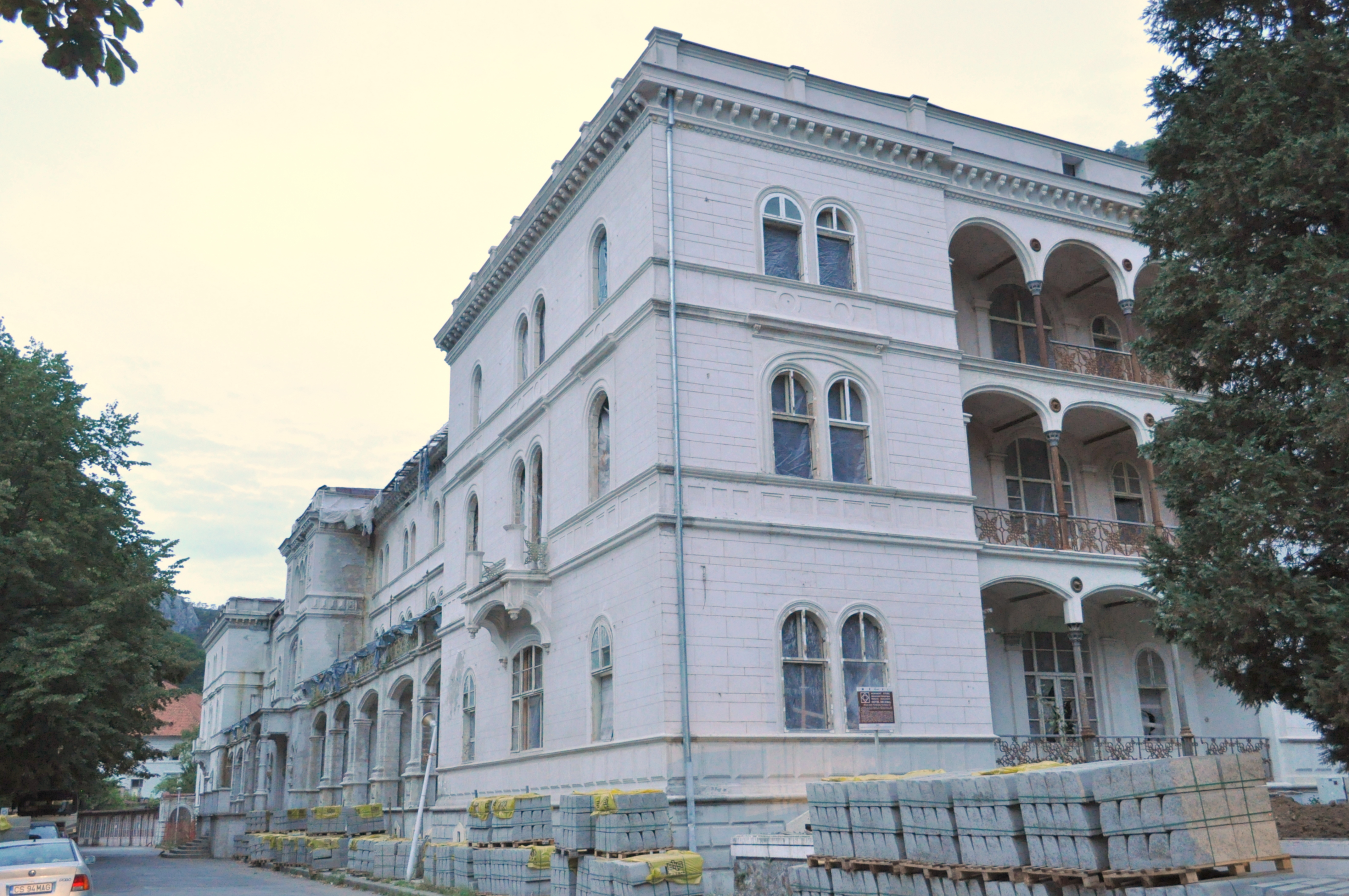
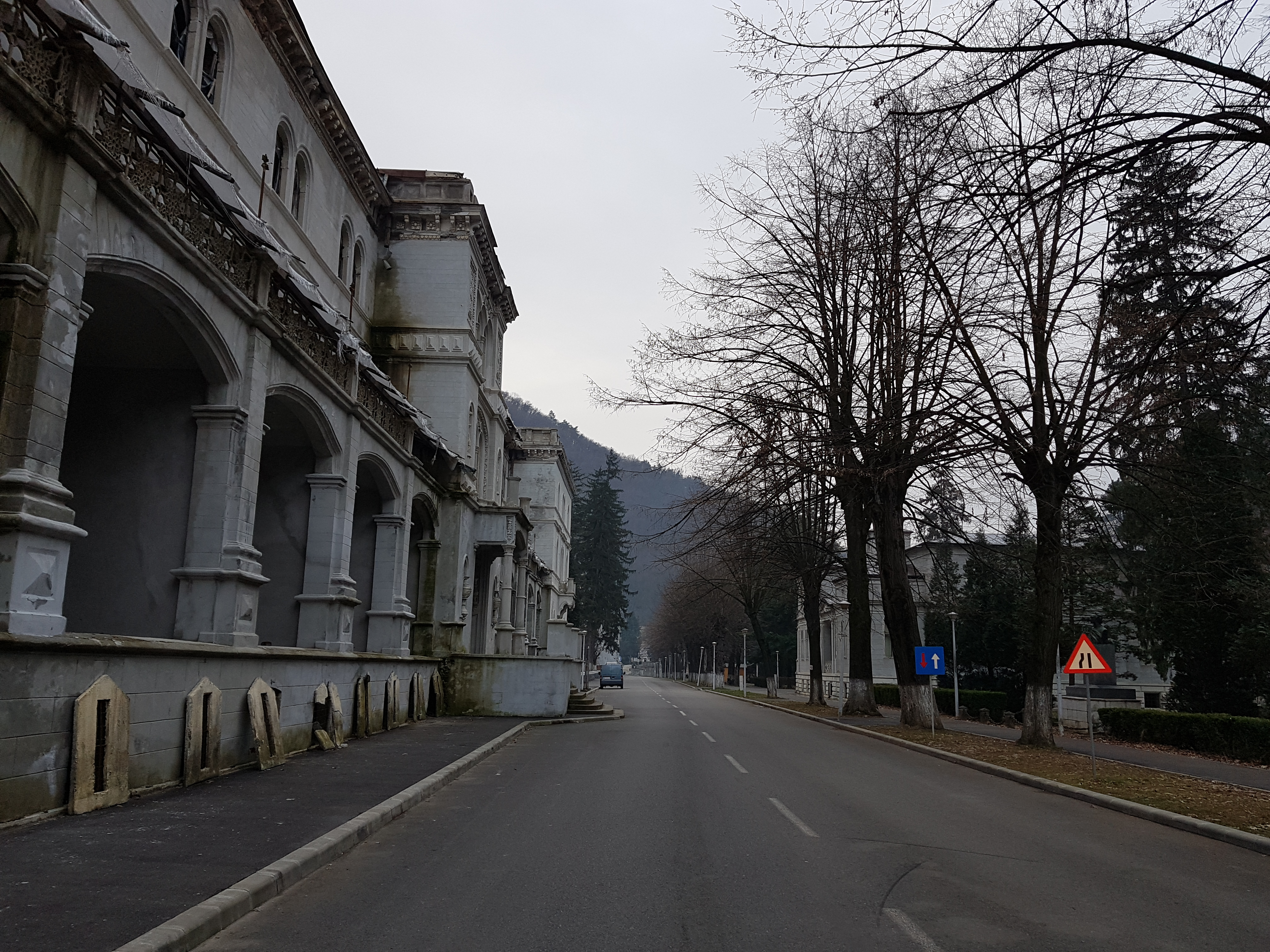
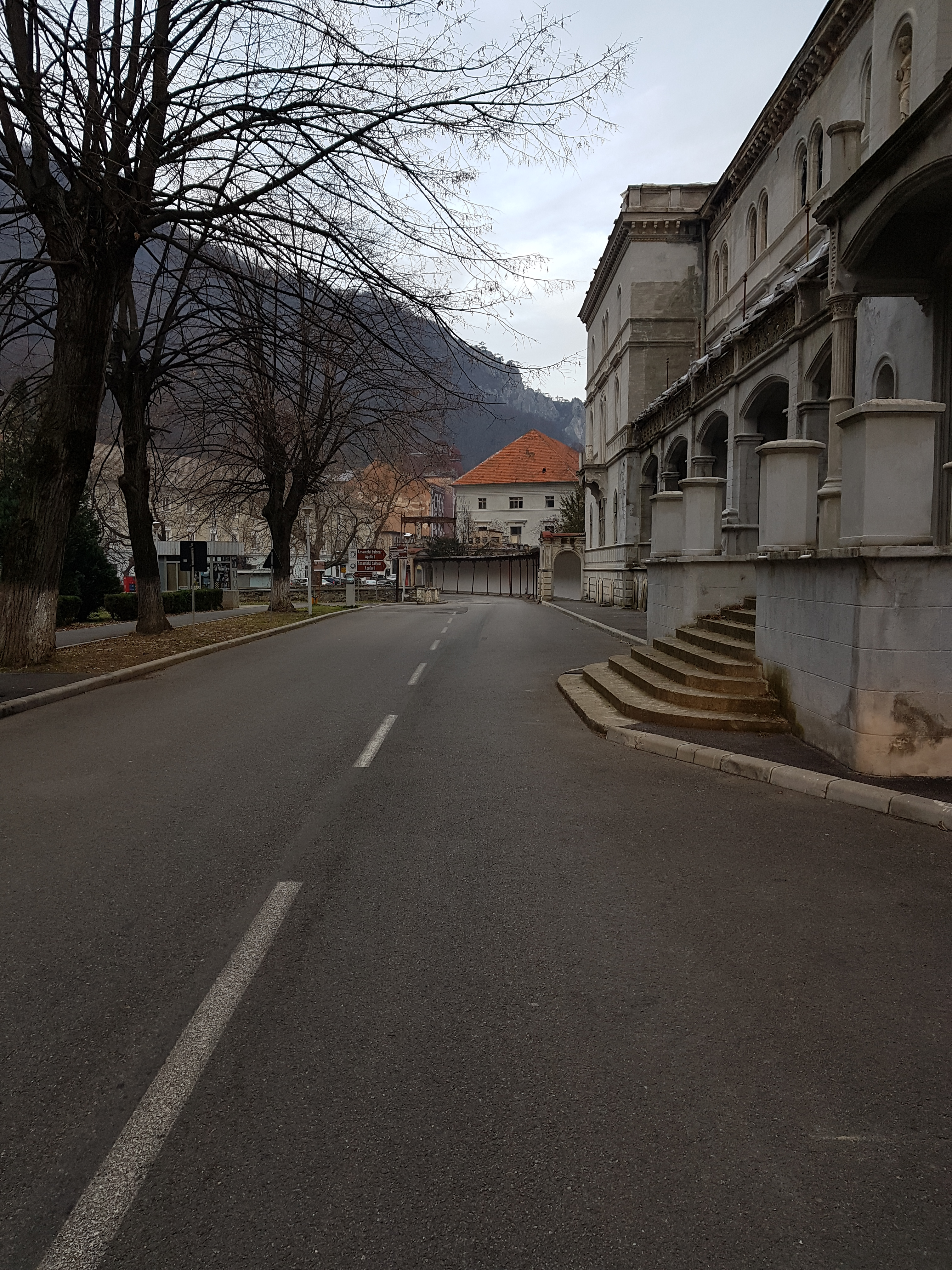